# Streptococcus cristatus
Streptococcus cristatus é uma espécie de Streptococcus viridans com fibrilas em tufos, primeiro isolado da cavidade oral e garganta humana. A estirpe tipo é a estirpe CR311 (= NCTC 12479).